# Сфера

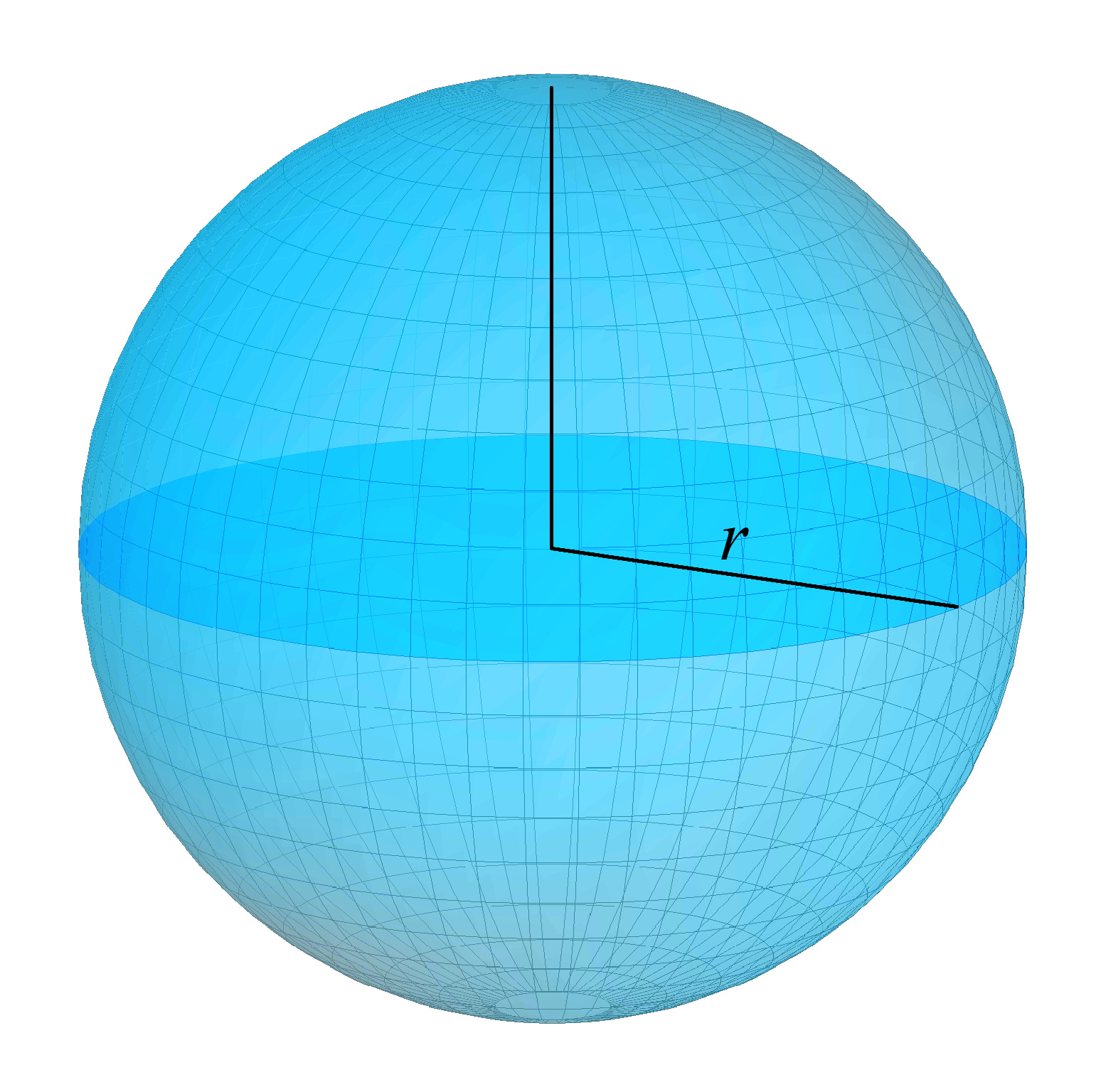
Радіус r сфери

Сфе́ра (від грец. σφαῖρα — куля) — замкнута поверхня, геометричне місце точок рівновіддалених від даної точки, що є центром сфери. Сфера є окремим випадком еліпсоїда, у якого всі три півосі однакові.

## Властивості
Відрізок, що сполучає центр сфери з її точкою, а також його довжина, називається радіусом; відрізок, що сполучає дві точки сфери — хордою; хорда, що проходить через центр сфери називається її діаметром. Сферу можна розглядати також як поверхню обертання півкола навколо його діаметра. Частина простору, яка обмежена сферою і містить її центр, називається кулею. Переріз сфери довільною площиною є коло. Воно називається великим, коли площина проходить через центр сфери, всі інші перерізи є малими колами.
У сфери найменша площа поверхні з-поміж всіх тіл, що замикають даний об'єм, та найбільший замкнений об'єм при даній площі поверхні. З цієї причини, сфера часто зустрічається у природі: краплі води в невагомості, планети, глобули і т.ін.
Площину (пряму), яка має зі сферою тільки одну спільну точку, називають дотичною площиною (прямою) до сфери. Якщо дві сфери мають тільки одну спільну точку, говорять, що вони дотикаються в цій точці.

## Рівняння
У аналітичній геометрії сфера у декартовій системі координат з координатами центру {\displaystyle O(x_{0},y_{0},z_{0})} і радіусом {\displaystyle r} є геометричним місцем усіх точок {\displaystyle (x,y,z)}, що описується рівнянням:
{\displaystyle (x-x_{0})^{2}+(y-y_{0})^{2}+(z-z_{0})^{2}=r^{2}.\,}
У сферичній системі координат будь-яку точку сфери можна подати як
{\displaystyle x=x_{0}+r\sin \theta \;\cos \varphi }
{\displaystyle y=y_{0}+r\sin \theta \;\sin \varphi \qquad (0\leqslant \varphi <2\pi ,\ 0\leqslant \theta \leqslant \pi )\,}
{\displaystyle z=z_{0}+r\cos \theta \,}
Сфера довільного радіусу з центром у початку координат задається диференціальним рівнянням:
{\displaystyle x\,dx+y\,dy+z\,dz=0.}
Це рівняння відображає факт, що вектори швидкості та координат точки, що рухається по поверхні сфери постійно ортогональні один до одного.
Кривина Гауса для сфери постійна і визначається як {\displaystyle {\frac {1}{r^{2}}}}.
Коло, яке лежить на сфері так, що центри кола та сфери збігаються, називається великим колом сфери. Великі кола є геодезичними лініями на сфері; будь-які дві з них перетинаються в двох точках. Іншими словами, великі кола сфери є аналогами прямих на площині. Відстань між точками на сфері визначається як довжина дуги великого кола, що проходить через задані точки. Куту між прямими на площині відповідає двогранний кут між площинами великих кіл. Багато теорем геометрії на площині мають місце і в сферичної геометрії, існують аналоги теореми синусів, теореми косинусів для сферичних трикутників. У той же час, існує чимало відмінностей, наприклад, в сферичному трикутнику сума кутів завжди більше {\displaystyle 180} градусів, до трьох ознак рівності трикутників додається четверта — їх рівність по трьох кутах, у сферичного трикутника може бути два і навіть три прямих кута - наприклад, у сферичного трикутника , утвореного екватором і двома меридіанами {\displaystyle 0^{\circ }} та {\displaystyle 90^{\circ }}.

## Замкнений об'єм

Циліндр, описаний навколо сфери

В тривимірному просторі, об'єм всередині сфери (який є об'ємом кулі) є:
{\displaystyle V={\frac {4}{3}}\pi r^{3}}
де {\displaystyle r} — це радіус сфери. Архімед вперше вивів цю формулу, коли показав, що об'єм всередині сфери в два рази більший за різницю в об'ємах всередині сфери та всередині описаного циліндра (у якого висота та діаметр дорівнюють діаметру сфери). Це твердження можна отримати з принципу Кавал'єрі. Ця формула також може бути отримана за допомогою інтегрального обчислення.
При кожному заданому {\displaystyle x} інкрементний об'єм ({\displaystyle \delta V}) дорівнює добутку площі поперечного перерізу круга при {\displaystyle x} і його товщині ({\displaystyle \delta x}):
{\displaystyle \delta V\approx \pi y^{2}\cdot \delta x.}
Повний об'єм дорівнює сумі всіх інкрементних об'ємів:
{\displaystyle V\approx \sum \pi y^{2}\cdot \delta x.}
Для границі функції, коли δx наближається до нуля це рівняння набуває вигляду:
{\displaystyle V=\int _{-r}^{r}\pi y^{2}dx.}
Для будь-якого {\displaystyle x}, прямокутний трикутник поєднує {\displaystyle x}, {\displaystyle y} та {\displaystyle r} із початком координат; значить, якщо застосувати теорему Піфагора, отримаємо:
{\displaystyle y^{2}=r^{2}-x^{2}.}
Використаємо підстановку:
{\displaystyle V=\int _{-r}^{r}\pi (r^{2}-x^{2})dx,}
Це може бути обчислене, щоб отримати наступний результат:
{\displaystyle V=\pi \left[r^{2}x-{\frac {x^{3}}{3}}\right]_{-r}^{r}=\pi \left(r^{3}-{\frac {r^{3}}{3}}\right)-\pi \left(-r^{3}+{\frac {r^{3}}{3}}\right)={\frac {4}{3}}\pi r^{3}.}
Альтернативно, ця формула може бути знайдена з використанням сферичних координат, з елементом об'єму
{\displaystyle dV=r^{2}\sin \theta \,dr\,d\theta \,d\varphi }
і таким чином:
{\displaystyle V=\int _{0}^{2\pi }\int _{0}^{\pi }\int _{0}^{r}r'^{2}\sin \theta \,dr'\,d\theta \,d\varphi ={\frac {4}{3}}\pi r^{3}.}
Для більшості практичних цілей, об'єм всередині сфери, вписаної в куб, може бути наближене до {\displaystyle 52.4\%}об'єму куба через те, що {\displaystyle V={\tfrac {\pi }{6}}d^{3}}, де {\displaystyle d} є діаметром сфери і в той же час довжиною сторони куба і {\displaystyle {\tfrac {\pi }{6}}\approx 0.5236}. Наприклад, сфера діаметру {\displaystyle 1} метр має {\displaystyle 52.4\%}об'єму куба з довжиною ребра {\displaystyle 1} метр, або близько {\displaystyle 0.524} м3.

## Площа поверхні
Площа поверхні сфери радіусу {\displaystyle r}
{\displaystyle S=4\pi r^{2}.}
Архімед вперше отримав цю формулу з того факту, що проєкція на бічну поверхню описаного циліндра зберігає площу. Інший спосіб отримати цю формулу — це взяти похідну від формули об'єму по {\displaystyle r}, бо об'єм всередині сфери радіусу {\displaystyle r} може розглядатись як сума нескінченної кількості сферичних оболонок нескінченно малої товщини, де кожна наступна впритул «обгортає» попередню, від нульового радіусу до радіусу {\displaystyle r}. Для нескінченно малої товщини різниця між внутрішньою та зовнішньою площами поверхонь для будь-якої оболонки є нескінченно малою, а елемент об'єму на радіусі {\displaystyle r} просто є добутком площі поверхні на радіусі {\displaystyle r} та нескінченно малою товщиною.
Для будь-якого даного радіусу {\displaystyle r}, приріст об'єму ({\displaystyle \delta V}) дорівнює добутку площі поверхні на радіусі {\displaystyle r} ({\displaystyle S(r)}) та товщиною обгортки ({\displaystyle \delta r}):
{\displaystyle \delta V\approx S(r)\cdot \delta r.}
Повний об'єм сфери дорівнює сумі всіх об'ємів оболонок:
{\displaystyle V\approx \sum S(r)\cdot \delta r.}
Для границі функції, коли {\displaystyle \delta r} наближається до нуля це рівняння набуває вигляду:
{\displaystyle V=\int _{0}^{r}S(r)\,dr.}
Підставимо {\displaystyle V}:
{\displaystyle {\frac {4}{3}}\pi r^{3}=\int _{0}^{r}S(r)\,dr.}
Якщо взяти похідну по {\displaystyle r} з обох боків рівняння, то отримаємо {\displaystyle S} як функцію від {\displaystyle r}:
{\displaystyle 4\pi r^{2}=S(r).}
Звичайно це записується як:
{\displaystyle S=4\pi r^{2},}
де {\displaystyle r} розглядається як фіксований радіус сфери.
Альтернативно, елемент площі на сфері заданий в сферичних координатах як {\displaystyle dS=r^{2}\sin \theta \,d\theta \,d\varphi }.
В прямокутній системі координат, елемент площі виглядає як:
{\displaystyle dS={\frac {r}{\sqrt {r^{2}-{\displaystyle \sum _{i\neq k}x_{i}^{2}}}}}\prod _{i\neq k}dx_{i},\;\forall k.}
Для більш детального розгляду, відвідайте елемент площі.
Повна площа, таким чином, може бути отримана за допомогою інтегрування:
{\displaystyle S=\int _{0}^{2\pi }\int _{0}^{\pi }r^{2}\sin \theta \,d\theta \,d\varphi =4\pi r^{2}.}

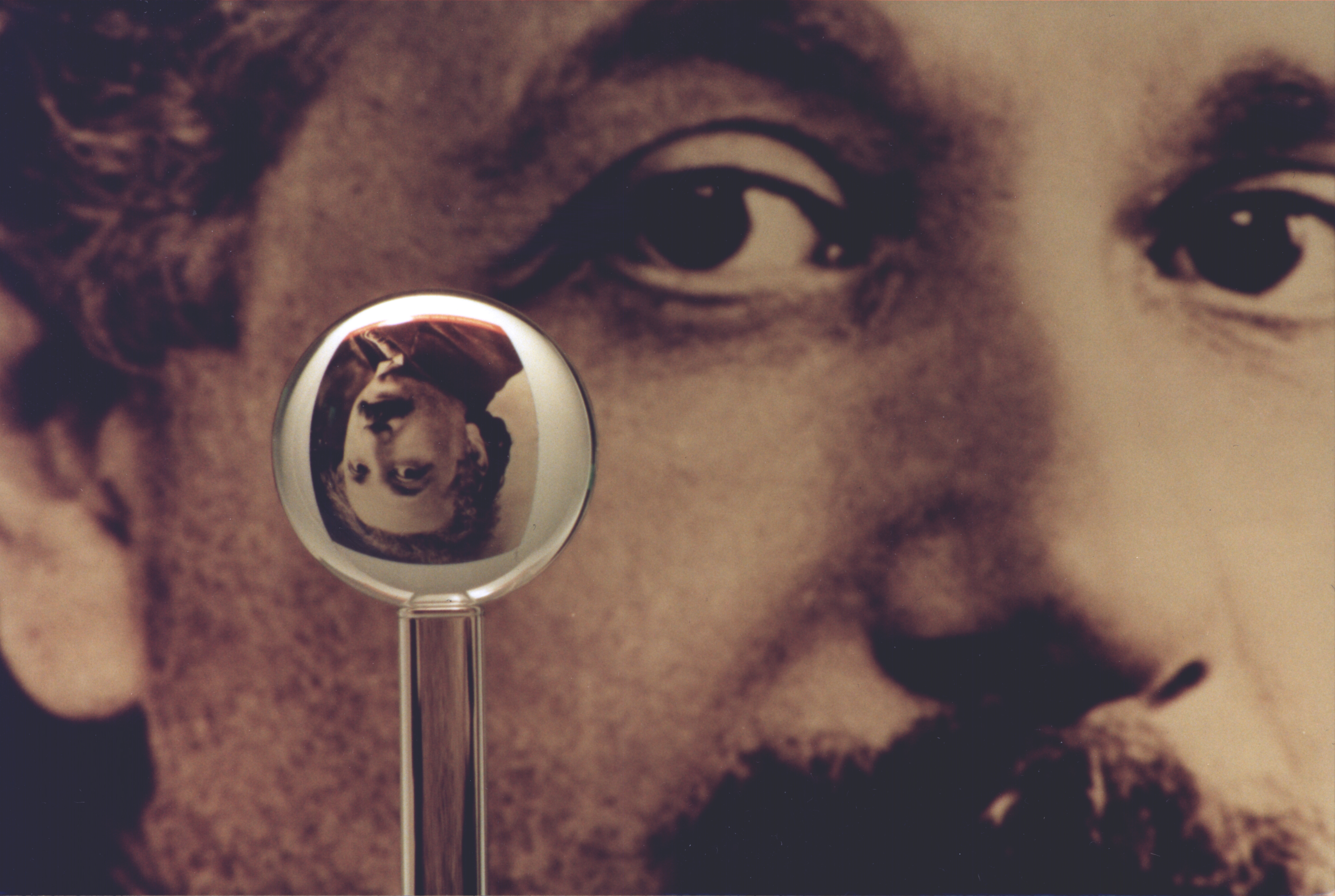
Картинка однієї з найбільш точних сфер, зроблених людиною, яка заломлює фото Ейнштейна на фоні. Сфера виробництва НАСА з плавленого кварцу для використання в гіроскопі Gravity Probe B. Це одна з найточніших сфер коли-небудь створених людиною, що відрізняються за формою від ідеальної сфери не більше ніж на 40 атомів товщини(менш ніж 10 нанометрів). Вважається, що тільки нейтронні зірки є гладкішими. 1 липня 2008 року було оголошено, що австралійські вчені створили ще більше ідеальних сфер, з точністю до 0.3 нанометрів, як частина міжнародного пошуку нового глобального стандарту кілограм.

Сфера має найменшу площу поверхні з усіх поверхонь, що містять певний об'єм, і містить найбільший об'єм серед усіх закритих поверхонь із заданою площею поверхні. Тому сфера з'являється в природі: наприклад, бульбашки та невеликі краплі води є приблизно сферичними, оскільки поверхневий натяг локально мінімізує площу поверхні.
Площа поверхні відносно маси кульки називається питома поверхня і може бути виражена з вищенаведених рівнянь, як:
{\displaystyle \mathrm {SSA} ={\frac {A}{V\rho }}={\frac {3}{r\rho }},}
де {\displaystyle \rho } — це щільність (відношення маси до об'єму).

## Об'єми деяких фігур, отриманих внаслідок комбінацій зі сферою
Нехай маємо сферу з радіусом {\displaystyle R}. Тоді:
- об'єм куба, вписаного в сферу, дорівнює {\displaystyle V_{cube}={\frac {8{\sqrt {3}}R^{3}}{9}}};
- об'єм циліндра, вписаного в сферу (за умови, що осьовий переріз циліндра — квадрат), дорівнює {\displaystyle V_{cylinder}={\frac {{\sqrt {2}}{\pi }R^{3}}{2}}};
- об'єм конуса, вписаного в сферу (за умови, що осьовий переріз конуса — рівнобедрений трикутник з кутом {\displaystyle 2\alpha } при вершині), дорівнює {\displaystyle V_{cone}={\frac {{2}{\pi }R^{3}\sin ^{2}2\alpha \cos ^{2}\alpha }{3}}};
- об'єм конуса, вписаного в сферу (за умови, що осьовий переріз конуса — рівнобедрений прямокутний трикутник), дорівнює {\displaystyle V_{cone}={\frac {{\pi }R^{3}}{3}}};
- об'єм конуса, вписаного в сферу (за умови, що осьовий переріз конуса — рівносторонній трикутник), дорівнює {\displaystyle V_{cone}={\frac {{3}{\pi }R^{3}}{8}}};
- об'єм куба, описаного навколо сфери, дорівнює {\displaystyle V_{cube}={8R^{3}}};
- об'єм циліндра, описаного навколо сфери, дорівнює {\displaystyle V_{cylinder}={2{\pi }R^{3}}};
- об'єм конуса, описаного навколо сфери (за умови, що осьовий переріз конуса — рівнобедрений трикутник з кутом {\displaystyle 2\alpha } при вершині), дорівнює {\displaystyle V_{cone}={\frac {{8}{\pi }R^{3}\cos \alpha {(1+\sin \alpha )^{3}}}{3\sin \alpha }}};
- об'єм конуса, описаного навколо сфери (за умови, що осьовий переріз конуса — рівнобедрений прямокутний трикутник), дорівнює {\displaystyle V_{cone}={\frac {{\pi }R^{3}{(2+{\sqrt {2}})^{3}}}{3}}};
- об'єм конуса, описаного навколо сфери (за умови, що осьовий переріз конуса — рівнобедрений трикутник з кутом {\displaystyle 2\alpha } при вершині), дорівнює {\displaystyle V_{cone}={{9{\sqrt {3}}}{\pi }R^{3}}}.

## Тензор Річчі та скалярна кривина сфери
Геометрію сфери можна просто описати, представивши її вкладеною в фіктивний чотиривимірний простір:
{\displaystyle x_{1}^{2}+x_{2}^{2}+x_{3}^{2}+x_{4}^{2}=R^{2},\quad dl^{2}=dx_{1}^{2}+dx_{2}^{2}+dx_{3}^{2}+dx_{4}^{2}\qquad (1)}.
Введенням координат
{\displaystyle x_{1}=Rcos(\psi ),\quad x_{2}=Rcos(\varphi )sin(\psi )sin(\theta ),\quad x_{3}=Rsin(\varphi )sin(\psi )sin(\theta ),x_{4}=Rcos(\theta )sin(\psi )}
можна задовольнити {\displaystyle (1)}, а елементи довжин на поверхні матимуть вигляд (елементарно перевіряється підстановкою)
{\displaystyle dl^{2}=R^{2}(d\psi ^{2}+sin^{2}(\psi )(d\theta ^{2}+sin^{2}(\theta )d\varphi ^{2}))\qquad (2)}.
Як видно, метричний тензор має специфічну структуру: є діагональним, перший діагональний елемент рівен одиниці, другий залежить від першої змінної, третій — від першої і другої, а від третьої змінної залежності немає, що, певною мірою, відповідає ізотропії простору.
Виходячи із цього, можна визначити вирази для символів Кристоффеля: маючи загальний вираз
{\displaystyle \Gamma _{jl}^{k}={\frac {1}{2}}g^{km}(\partial _{l}g_{mj}+\partial _{j}g_{ml}-\partial _{m}g_{jl})},
де метричний тензор {\displaystyle g_{lj}} має вигляд
{\displaystyle g_{lj}=diag(R^{2},R^{2}sin^{2}(\psi ),R^{2}sin^{2}(\psi )sin^{2}(\theta )),\quad g^{lj}=diag(R^{-2},R^{-2}sin^{-2}(\psi ),R^{-2}sin^{-2}(\psi )sin^{-2}(\theta ))\qquad (3)},
для частинних випадків виразів можна отримати
{\displaystyle \Gamma _{ll}^{k}={\frac {1}{2}}g^{km}(2\partial _{l}g_{ml}-\partial _{m}g_{ll})=g^{km}\partial _{l}g_{ml}-{\frac {1}{2}}g^{kk}\partial _{k}g_{ll}=-{\frac {1}{2}}g^{kk}\partial _{k}g_{ll}\qquad (4)};
{\displaystyle \Gamma _{kk}^{k}={\frac {1}{2}}g^{km}(2\partial _{k}g_{km}-\partial _{m}g_{kk})={\frac {1}{2}}g^{kk}\partial _{k}g_{kk}=0\qquad (5)};
оскільки, в силу структури метричних тензорів, {\displaystyle \partial _{0}g_{00}=\partial _{h}g_{hh}=0};
{\displaystyle \Gamma _{lk}^{k}={\frac {1}{2}}g^{km}(\partial _{l}g_{mk}+\partial _{k}g_{ml}-\partial _{m}g_{lk})={\frac {1}{2}}g^{kk}\partial _{l}g_{kk}\qquad (6)};
{\displaystyle {\Gamma _{lj}^{k}}^{(3)}={\frac {1}{2}}g^{km}(\partial _{l}g_{mj}+\partial _{j}g_{ml}-\partial _{m}g_{lj})={\frac {1}{2}}g^{kk}\partial _{l}g_{kk}\delta _{kj}+{\frac {1}{2}}g^{kk}\partial _{j}g_{kk}\delta _{kl}-{\frac {1}{2}}g^{kk}\partial _{k}g_{jl}\delta _{jl}=\Gamma _{lk}^{k}\delta _{j}^{k}+\Gamma _{jk}^{k}\delta _{l}^{k}+\Gamma _{ll}^{k}\delta _{j}^{l}\qquad (7)}.
Тепер можна спростити (якомога більше зменшити кількість сум) вираз для тензору Річчі: маючи загальне визначення,
{\displaystyle R_{lj}^{(3)}=\partial _{k}\Gamma _{jl}^{k}-\partial _{l}\Gamma _{jk}^{k}+\Gamma _{jl}^{k}\Gamma _{k\sigma }^{\sigma }-\Gamma _{l\sigma }^{k}\Gamma _{jk}^{\sigma }\qquad (8)},
та вирази {\displaystyle (4)-(7)},
для тензора можна отримати (сума лише по індексам {\displaystyle k,\sigma })
{\displaystyle R_{lj}^{(3)}=\partial _{j}\Gamma _{lj}^{j}+\partial _{l}\Gamma _{jl}^{l}+\partial _{k}\Gamma _{ll}^{k}\delta _{j}^{l}-\partial _{l}\Gamma _{jk}^{k}+\Gamma _{jk}^{k}\Gamma _{lj}^{j}+\Gamma _{lk}^{k}\Gamma _{jl}^{l}+\Gamma _{k\sigma }^{\sigma }\Gamma _{ll}^{k}\delta _{j}^{l}-\Gamma _{jk}^{k}\Gamma _{lk}^{k}-\Gamma _{jl}^{l}\Gamma _{lj}^{j}-2\Gamma _{kj}^{l}\Gamma _{ll}^{k}\delta _{j}^{l}-\Gamma _{ll}^{j}\Gamma _{jj}^{l}\qquad (9)}.
Тепер можна застосувати спрощений вигляд для тензору Річчі до метрики сферичного простору. Треба обчислити компоненти {\displaystyle R_{ij}}. Спочатку доведеться отримати, користуючись {\displaystyle (4)-(7)}, явний вигляд для символів Кристоффеля:
{\displaystyle \Gamma _{11}^{1}=\Gamma _{22}^{2}=\Gamma _{33}^{3}=\Gamma _{23}^{1}=\Gamma _{12}^{3}=\Gamma _{21}^{1}=\Gamma _{31}^{1}=\Gamma _{32}^{2}=\Gamma _{11}^{2}=\Gamma _{11}^{3}=0},
{\displaystyle \Gamma _{13}^{3}={\frac {1}{2}}g^{33}\partial _{1}(g_{33})={\frac {2sin(\psi )cos(\psi )}{2sin^{2}(\psi )}}=ctg(\psi ),\quad \Gamma _{12}^{2}=\Gamma _{13}^{3}},
{\displaystyle \Gamma _{22}^{1}=-{\frac {1}{2}}g^{11}\partial _{1}(g_{22})=-sin(\psi )cos(\psi )},
{\displaystyle \Gamma _{23}^{3}={\frac {1}{2}}g^{33}\partial _{2}(g_{33})=ctg(\theta )},
{\displaystyle \Gamma _{33}^{1}=-{\frac {1}{2}}g^{11}\partial _{1}(g_{33})=-sin^{2}(\theta )sin(\psi )cos(\psi )},
{\displaystyle \Gamma _{33}^{2}=-{\frac {1}{2}}g^{22}\partial _{2}(g_{33})=-sin(\theta )cos(\theta )}.
Тоді, наприклад, компонента 11 тензора, із урахуванням цих виразів та {\displaystyle (9)}, має вираз
{\displaystyle R_{11}=-\partial _{1}\Gamma _{1k}^{k}-\Gamma _{1k}^{k}\Gamma _{1k}^{k}=-\partial _{1}(\Gamma _{12}^{2}+\Gamma _{13}^{3})-(\Gamma _{12}^{2})^{2}-(\Gamma _{13}^{3})^{2}=-2\partial _{1}ctg(\psi )-2ctg^{2}(\psi )={\frac {2}{sin^{2}(\psi )}}-2ctg^{2}(\psi )=-2}.
Аналогічні викладки (перевіряються повністю ідентично попередній) дають
{\displaystyle R_{ij}=2g_{ij},i=j,\quad R_{ij}=0,i\neq j}.
Отже, для сфери
{\displaystyle R_{ij}={\frac {2}{R^{2}}}g_{ij}\qquad (10)}.
Згортаючи тензор Річчі із метричним тензором (відповідно до визначення скалярної кривини), можна отримати, що для сфери скалярна кривина рівна
{\displaystyle R_{1}={\frac {2}{R^{2}}}g_{ij}g^{ij}={\frac {6}{R^{2}}}}.
Отже, сферичний простір — простір з постійною додатньою скалярною кривиною.

## Формули
| Площа поверхні  | {\displaystyle S_{O}\,=\,4\pi r^{2}}                               |
| Замкнений об'єм | {\displaystyle V\,=\,{\frac {4}{3}}\pi r^{3}}                      |
| Об'єм сегмента  | {\displaystyle V_{\mathrm {KS} }\,=\,{\frac {h^{2}\pi }{3}}(3r-h)} |
| Момент інерції  | {\displaystyle J\,=\,{\frac {2}{5}}mr^{2}}                         |

## N-вимірна сфера
Сферу в {\displaystyle N}-вимірному просторі називають гіперсферою.
В загальному випадку рівняння гіперсфери в {\displaystyle N}-вимірному просторі матиме вигляд:
{\displaystyle \sum _{i=1}^{N}(x_{i}-x_{0i})^{2}=r^{2}}, де {\displaystyle (x_{01};...;x_{0N})} — центр гіперсфери, а {\displaystyle r} — її радіус.
Перетином двох {\displaystyle N}-вимірних сфер є {\displaystyle (N-1)}-вимірна сфера, яка лежить на радикальній гіперплощині цих сфер.
В {\displaystyle N}-вимірному просторі може попарно дотикатись одна до одної не більше ніж {\displaystyle N+1} сфера.
Об'єм {\displaystyle N}-вимірної кулі (об'єм, що обмежує {\displaystyle N}-вимірна сфера) можливо розрахувати за формулою:
{\displaystyle V_{N}={\frac {\pi ^{N/2}}{\Gamma ({\frac {N}{2}}+1)}}r^{N}}, де {\displaystyle \Gamma (x)} —  гамма-функція.
Площу поверхні {\displaystyle N}-вимірної сфера можливо розрахувати за формулою:
{\displaystyle S_{N}={\frac {N\pi ^{N/2}}{\Gamma ({\frac {N}{2}}+1)}}r^{N-1}}.